# Nils Marelius
Nils Marelius, född 31 oktober 1707, död 25 oktober 1791, var en svensk kartograf.
Marelius blev extra tjänsteman vid Lantmäterikontoret 1734, förste ordinarie lantmätare 1747 och senare premiäringenjör där samt tilldelades 1775 överinspektörs och 1781 överdirektörs titel. Han författade och utgav ett flertal goda landkartor och kartografiska uppsatser. Marelius, som anses vara Sveriges främste kartograf före 1800-talet, blev ledamot av Vetenskapsakademien 1769.